# Simbácio II Bagratúnio
Simbácio II Bagratúnio (em grego: Συμβάτιος; romaniz.: Symbátios; em armênio/arménio: Սմբատ; romaniz.: Smbat) foi um nobre de Sispiritis do século IV, filho de Pancrácio I. 

## Nome
Simbácio (Symbatius) é a forma latina do armênio Sembate (Սմբատ, Smbat), que embora se saiba ter uma origem iraniana, não se conhece seu significado. Foi registrado em grego com Simbácio (Συμβάτιος, Symbátios), em persa novo como Sunfade (سانپاد, Sunfād) e Simbá / Simbade (سندباد, Sinbād). A tradição armênia preservada em Moisés de Corene atribuiu a origem do nome a Xambate (Շամբաթ, Šambatʻ), um suposto hebreu ativo nos tempos do mítico Valarsaces I.

## Vida
Simbácio era filho de Pancrácio I. Aparece em 371, quando, após os armênios vencerem a Batalha de Bagrauandena contra os persas, perseguiu as tropas restantes do nacarar armênio Meruzanes I Arzerúnio nas zonas úmidas da província de Cogovita. Derrotou as tropas de Meruzanes e executou o príncipe apóstata, que teve sua cabeça arrancada. Sobre sua cabeça, Simbácio depositou uma coroa de ferro vermelha.